# Gukkesjaure (Sorsele socken, Lappland, 731285-148684)
Gukkesjaure eller Guhkiesjávrre är en sjö i Sorsele kommun i Lappland och ingår i Umeälvens huvudavrinningsområde. Sjön har en area på 0,25 kvadratkilometer och ligger 605,5 meter över havet. Gukkesjaure ligger i Vindelfjällen Natura 2000-område. Kungsleden passerar sjön.

## Delavrinningsområde
Gukkesjaure ingår i det delavrinningsområde (731923-148415) som SMHI kallar för Utloppet av Tärnasjön. Medelhöjden är 706 meter över havet och ytan är 78,92 kvadratkilometer. Räknas de 46 avrinningsområdena uppströms in blir den ackumulerade arean 611,75 kvadratkilometer. Tärnaån som avvattnar avrinningsområdet har biflödesordning 2, vilket innebär att vattnet flödar genom totalt 2 vattendrag innan det når havet efter 398 kilometer. Avrinningsområdet består mestadels av skog (35 procent), sankmarker (15 procent) och kalfjäll (27 procent). Avrinningsområdet har 18,81 kvadratkilometer vattenytor vilket ger det en sjöprocent på 23,8 procent.